# Герб Еревана
Герб Еревана представляет собой официальную символику столицы Армении.  Герб был утверждён в 1995 году, автором герба является Альберт Сохикян.

## Описание

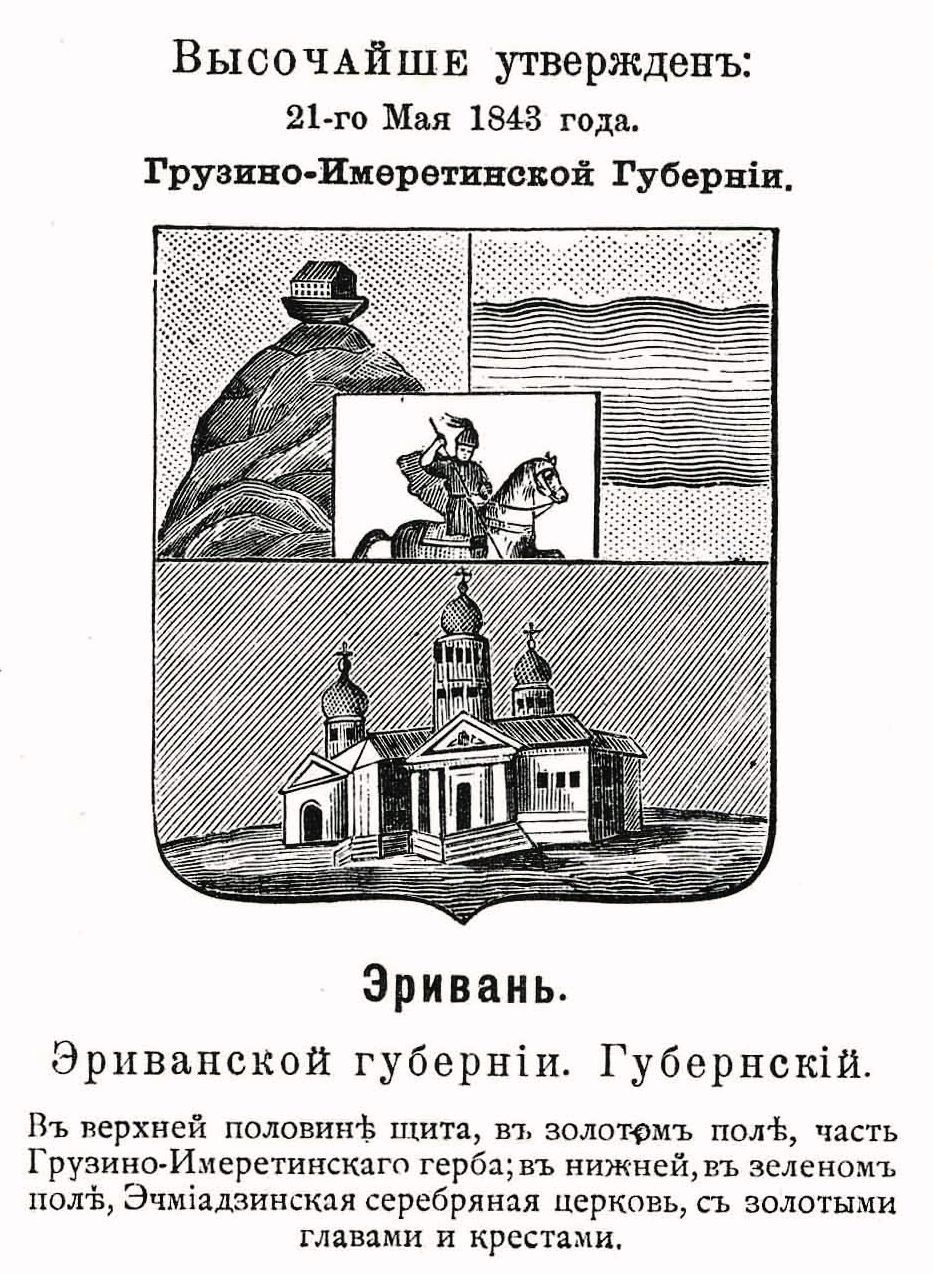
Герб города Эривань с официальным описанием в Гербовнике Винклера.

Геральдический щит герба имеет французскую форму и окрашен в оранжевый цвет. Контур щита имеет голубой цвет. В центре герба изображён лев. Правая лапа льва сжимает скипетр, а на груди изображена гора Арарат. Над головой льва расположена корона. В нижней части герба написано название города на армянском языке.